# کارل اشتوتس
کارل اشتوتس (انگلیسی: Karl Stotz; ۲۷ مارس ۱۹۲۷ – ۴ آوریل ۲۰۱۷) یک بازیکن و سرمربی فوتبال اهل اتریش بود.
از باشگاه‌هایی که در آن بازی کرده‌است می‌توان به باشگاه فوتبال آستریا وین اشاره کرد.
وی همچنین در تیم ملی فوتبال اتریش بازی کرده است.